# Alexandra Szentkirályi
Alexandra Éva Szentkirályi, provdaná Szalay-Bobrovniczky (* 11. listopadu 1987, Budapešť) je maďarská právnička a politička, mezi lety 2014 až 2019 zástupkyně budapešťského primátora Istvána Tarlóse, od roku 2020 vládní pověřenkyně pro komunikaci, od roku 2022 mluvčí páté vlády Viktora Orbána. Magazín Forbes ji v roce 2023 zařadil na 7. místo v žebříčku nejvlivnějších žen v maďarském veřejném životě.

## Biografie
Narodila se roku 1987 v Budapešti v tehdejší Maďarské lidové republice. Absolvovala studium práv na Katolické univerzitě Petra Pázmánye v Budapešti. V letech 2009 až 2010 pracovala pro Nézőpont Intézet.

### Politická kariéra
Své politické působení započala ve Fidelitas, což je mládežnická organizace strany Fidesz – Maďarská občanská unie. Od podzimu 2014 do října 2019 byla místoprimátorkou Budapešti odpovědnou za kulturní, vzdělávací, sociální a mládežnickou politiku, sport, ochranu životního prostředí, cestovní ruch a image města. Od 1. ledna 2020 do 31. prosince 2021 působila jako vládní pověřenkyně pro komunikaci. Od roku 2022 je mluvčí páté vlády Viktora Orbána.

## Soukromý život
Je vdaná, jejím manželem je Kristóf Szalay-Bobrovniczky, od roku 2022 ministr obrany v páté vládě Viktora Orbána, se kterým má jedno dítě.
Hovoří plynně anglicky, maďarsky, německy.